# Damien (dessinateur)
Pour les articles homonymes, voir Damien.
Damien, de son nom complet Damien Jacob, est un dessinateur et coloriste français de bande dessinée né le 28 novembre 1970 à Châtenay-Malabry (Hauts-de-Seine).

## Biographie
Titulaire d’un BTS en arts graphiques, Damien commence sa carrière de graphiste en 1991 comme concepteur de maquettes publicitaires dans une agence de communication. Il la quitte l’année suivante pour entrer à l’Institut Saint-Luc de Bruxelles, puis à l’École des beaux-arts d’Angoulême en 1993.
Après un premier album de bande dessinée publié par Le Cycliste en 1996, sa rencontre avec le scénariste Jean-Pierre Pécau ouvre la voie d’une longue collaboration : ils réaliseront ensemble les séries Les Fées noires (3 tomes), Arcane majeur (6 tomes), Une brève histoire de l’avenir (3 tomes) ainsi que 2 albums de la série-concept Jour J, toutes aux éditions Delcourt.
Damien conçoit également le storyboard du 6e tome de la série Arcanes, dessiné par Dejan Nenadov.

## Œuvres

### Comme dessinateur
- La Meute (Le Cycliste, 1996)
- Les Fées noires (scénario de Jean-Pierre Pécau, Delcourt, collection « Machination »)
  1. Le Diable Vauvert (1999)
  2. La Tombe Issoire (2000)[3]
  3. Notre-Dame de dessous la terre (2001)
- Arcane majeur (scénario de Jean-Pierre Pécau, Delcourt, collection « Neopolis »)
  1. Pandora (2003)
  2. Le Roi en jaune (2004)
  3. Cuba Libre ! (2005)
  4. J.F.K. (2006)
  5. Lady Luck (2008)
  6. Strange Days (2013)
- Une brève histoire de l’avenir (scénario de Jean-Pierre Pécau d’après le livre de Jacques Attali, Delcourt, collection « Neopolis »)
  1. Volume 1 (2008)[4]
  2. Volume 2 (2010)
  3. Volume 3 (2012)
- Jour J (scénario de Jean-Pierre Pécau, Fred Duval et Fred Blanchard, Delcourt, collection « Neopolis »)
  1.  Paris brûle encore (2012)
  2.  L’Étoile blanche (2014)

### Comme coloriste
- Les Fées noires tomes 1 à 3 (1999-2001)
- Arcane majeur tomes 1 à 4 (2003-2006)

## Distinctions
L’adaptation du livre Une brève histoire de l'avenir de Jacques Attali, écrite par Jean-Pierre Pécau, a reçu en 2009 le Prix Bob-Morane dans la catégorie « bande dessinée francophone ».